# Vindornyaszőlős, Zala
Vindornyaszőlős  este un sat în districtul Keszthely, județul Zala, Ungaria, având o populație de 329 de locuitori (2011). 

## Demografie
Componența etnică a satului Vindornyaszőlős
     Maghiari (96%)
     Romi (2,15%)
     Germani (1,85%)
Componența confesională a satului Vindornyaszőlős
     Romano-catolici (84,19%)
     Fără religie (2,13%)
     Necunoscută (13,68%)
Conform recensământului din 2011, satul Vindornyaszőlős avea 329 de locuitori. Din punct de vedere etnic, majoritatea locuitorilor (96,0%) erau maghiari, existând și minorități de romi (2,15%) și germani (1,85%).  Din punct de vedere confesional, majoritatea locuitorilor (84,19%) erau romano-catolici, cu o minoritate de persoane fără religie (2,13%). Pentru 13,68% din locuitori nu este cunoscută apartenența confesională.